# Evangeliář zábrdovický
Evangeliář zábrdovický (latinsky Evangeliarium Zabrdovicense) je románský iluminovaný rukopis ze sbírek Vědecké knihovny v Olomouci (signatura M II 74). Pochází pravděpodobně z konce 11. století a jedná se tak o jeden z nejstarších iluminovaných rukopisů, které se nacházejí v České republice.

## Původ
Prvotní výzkumy považovaly evangeliář za práci italského původu, zejména podle způsobu použití a volby barev. Další názory ukazovaly na český původ a zařadily jej do skupiny kolem Kodexu Vyšehradského. Poté výzkum poukázal na významné vazby na iluminovaný exemplář svatovítské Apokalypsy a to, že obě díla patrně vznikla ve stejném skriptoriu a později, v návaznosti na další srovnání těchto děl a dalších děl, zařadil Černý Evangeliář Zábrdovický do tzv. "Bavorské malířské školy" a jako pravděpodobné místo vzniku uvádí Freising či benediktinský klášter Weihenstephan, který je dnes součástí Freisingu. Další obdobná díla této školy se v dnešní době nacházejí v Bavorské státní knihovně v Mnichově.
Svůj název Evangeliář Zábrdovický nese podle premonstrátského kláštera v Zábrdovicích u Brna (dnes součást statutárního města Brna), který jej měl ve svém držení na přelomu 18. a 19. století. Po Josefínských reformách přešel evangeliář do držení olomoucké univerzitní knihovny (dnes Vědecká knihovna v Olomouci). Předtím se ještě rukopis nacházel v knihovně pražské kapituly, což je možné usoudit ze značek pražské kapitulní knihovny, které se nacházejí na okraji úvodního listu rukopisu (podle použitého písma je lze datovat do 15. století). Rukopis by pravděpodobně vytvořen na objednávku a donátorem byl zřejmě představený benediktinského kláštera Weihenstephan u Freisingu.

## Obsah
Evangeliář obsahuje úplné texty čtyř evangelií doplněné o předmluvy a texty breviaria a kapitularia; dále je jeho součástí kánonové tabule – přehledné vyznačení pasáží všech evangelií, které se obsahově shodují. Evangeliář celkem obsahuje 211 pergamenových listů (folio) s rozměrem 32 × 24 cm a je psaný latinsky karolinskou minuskulou.

## Iluminace
Ve srovnání s jinými obdobnými díly té doby je Evangeliář Zábrdovický svou výzdobou skromnější. Iluminovanou výzdobu zejména představují iniciály před jednotlivými evangelii, případně drobnější iniciály, které zvýrazňují důležité pasáže. Iniciály jsou zdobeny zejména motivy rostlin a zvířat. Na úvod evangeliáře je zařazeno devět listů výše zmíněné kánonové tabule, které svou výzdobou připomínají architekturu románských oken. Naopak v evangeliáři chybí jinak obvyklé zpodobnění čtyř evangelistů či scény popisující život Krista.

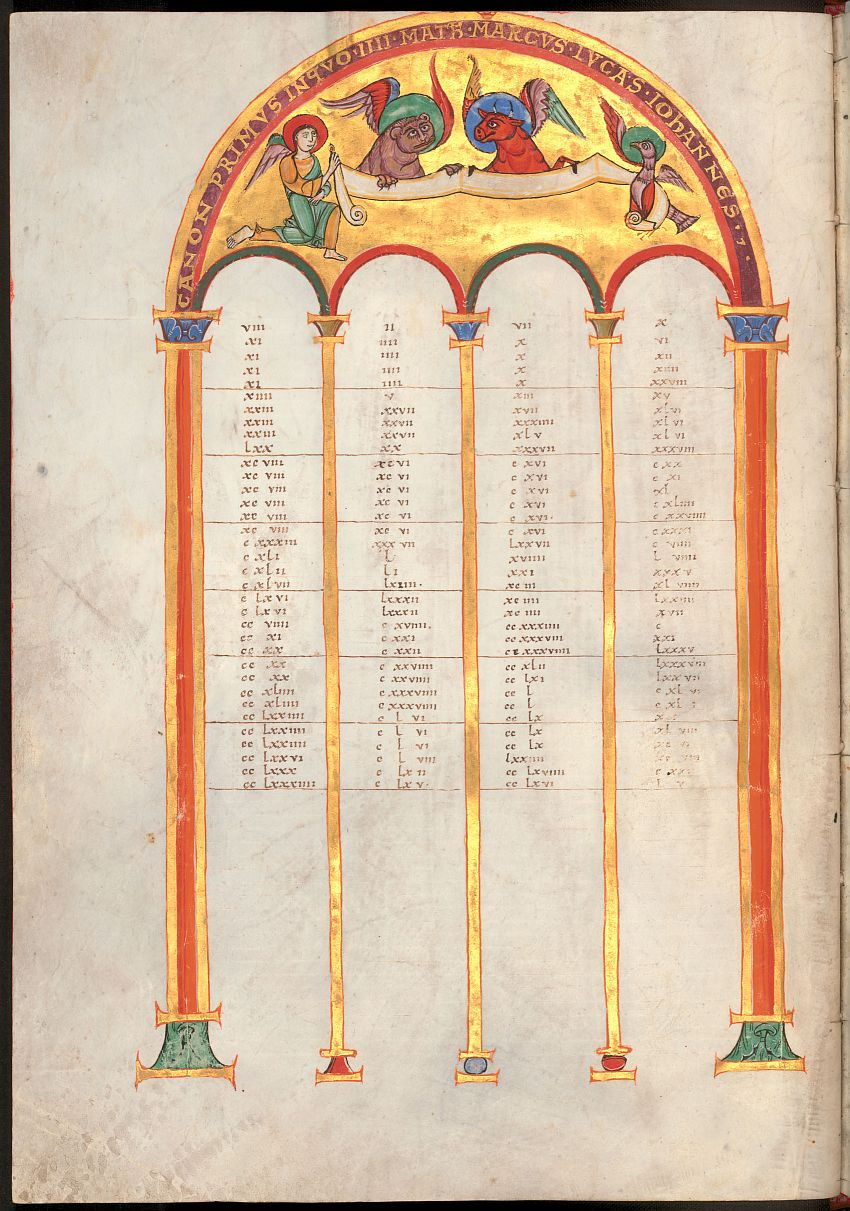
Kánonová tabule (folio 0018v)
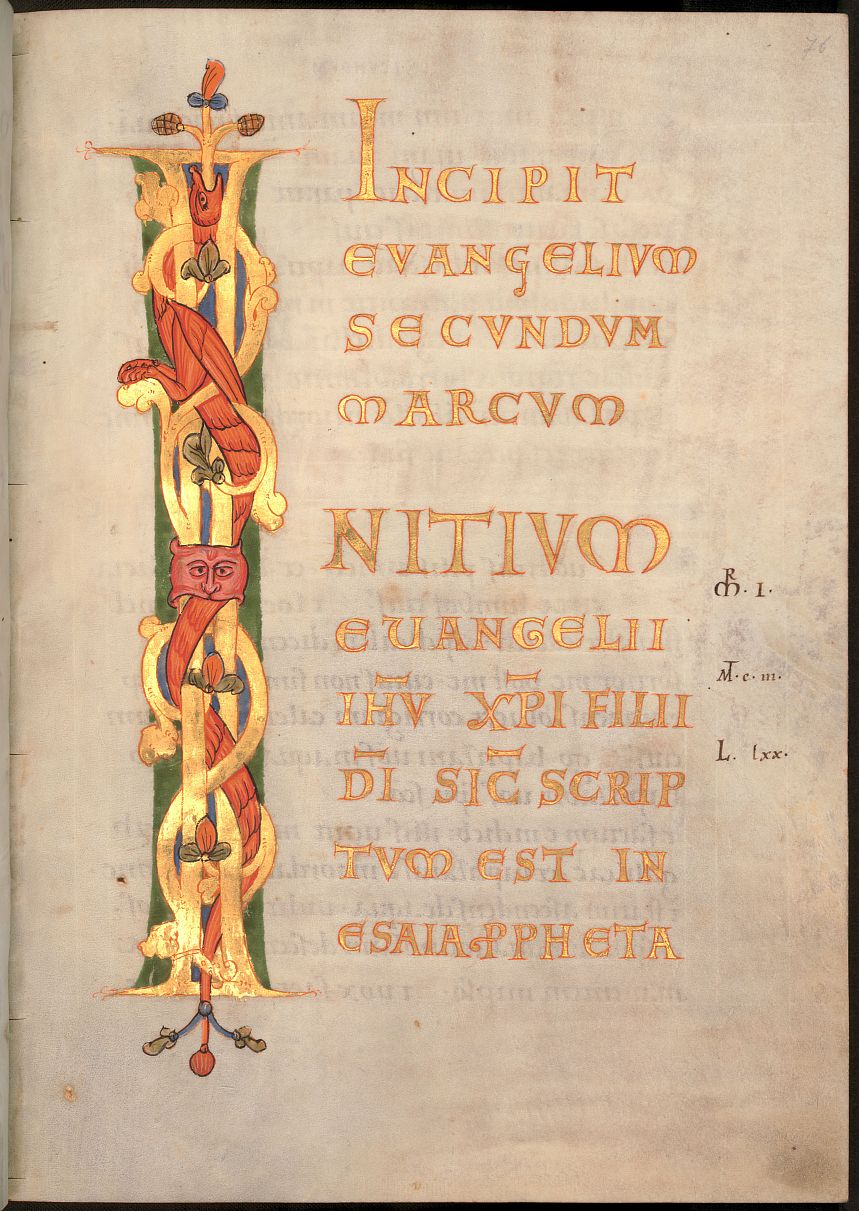
Iniciála k Evangeliu podle Marka (folio 0076r)
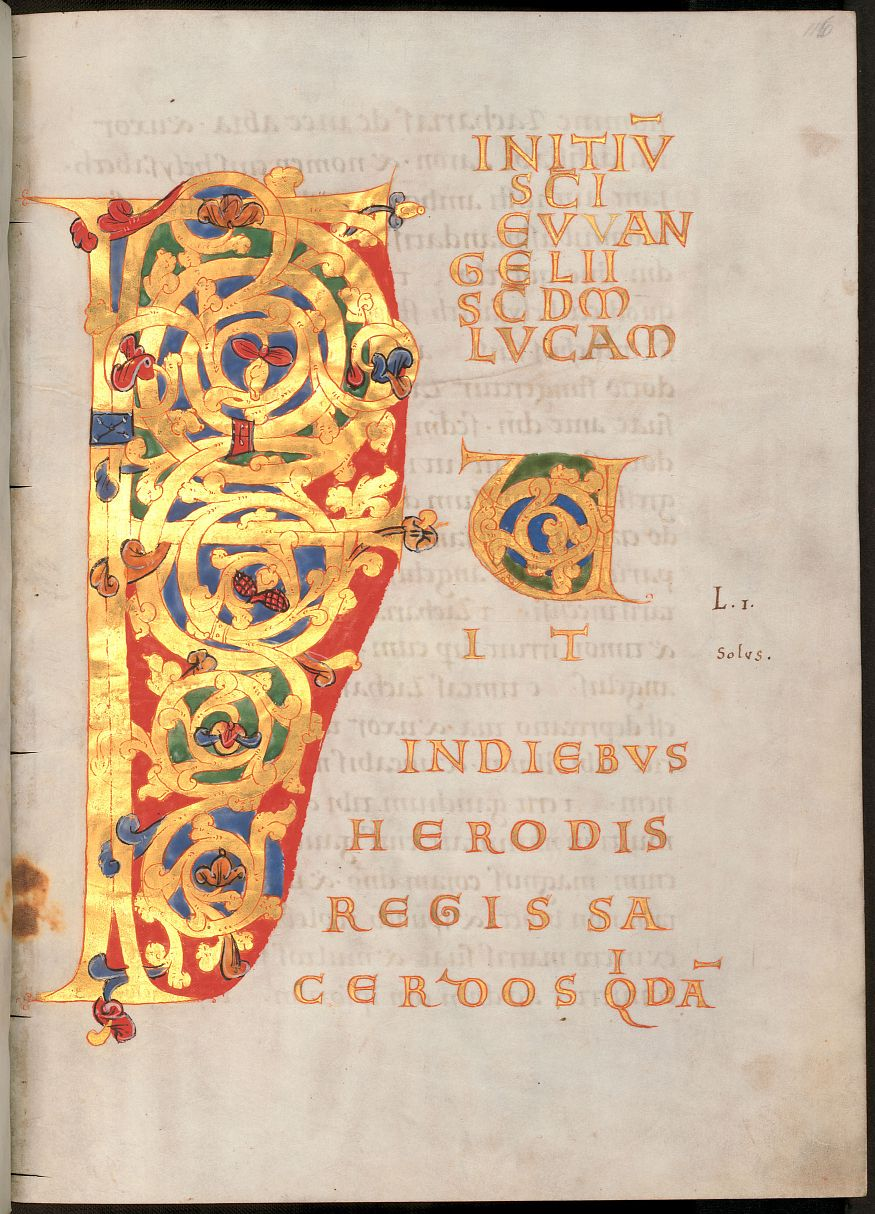
Iniciála k Evangeliu podle Lukáše (folio 0116r)